# Solkanbron

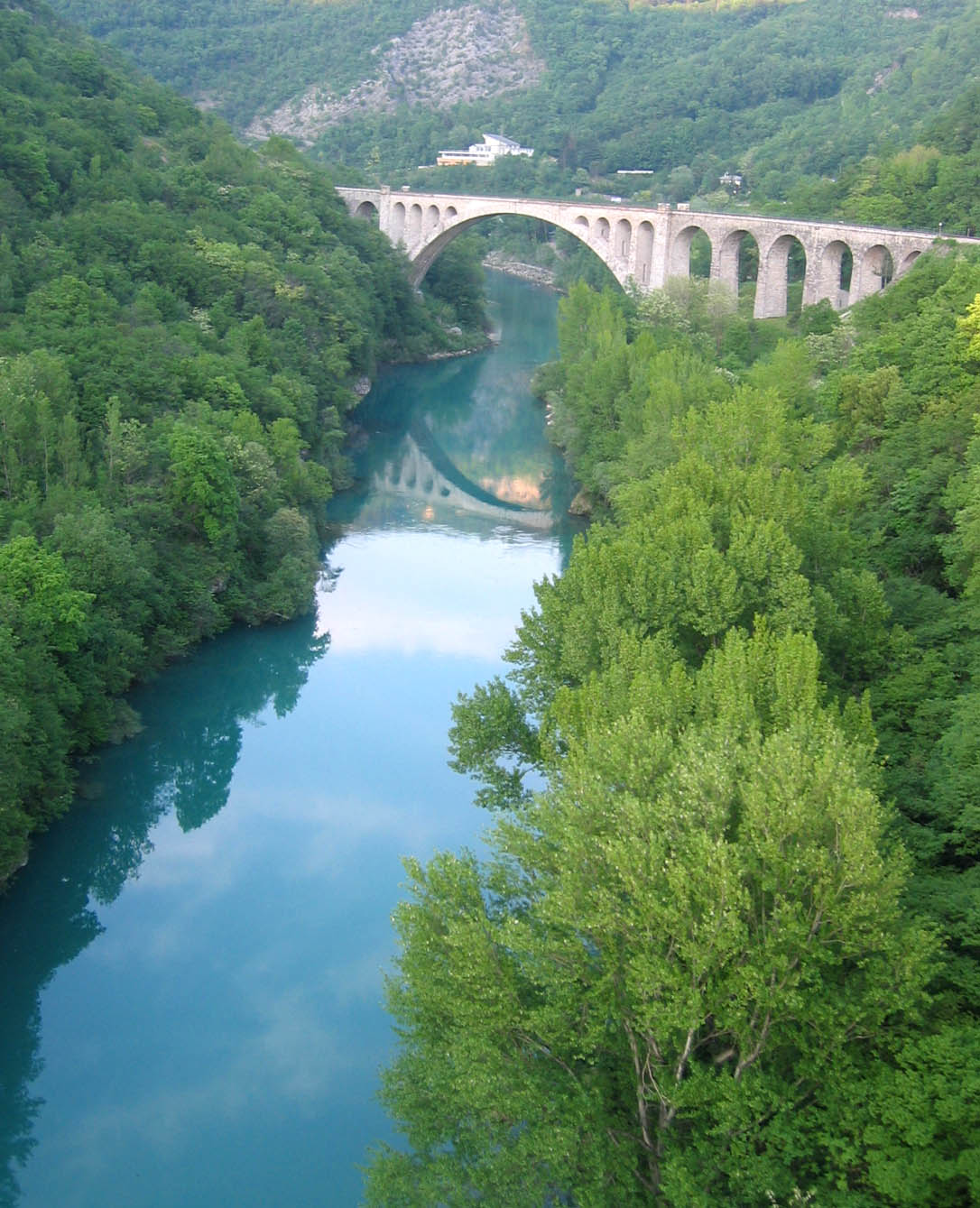
Solkanbron

Solkanbron (slovenska: Solkanski most, italienska: Ponte di Salcano) är en berömd järnvägsbro som går över floden Soča i förorten Solkan utanför Nova Gorica, Slovenien. Bron byggdes under åren 1900–1906 med 4 533 stenblock och är 220 meter lång. Den 19 juli 1906 blev tågsträckan mellan den nuvarande slovenska staden Jesenice och italienska Gorizia som löper över Solkanbron fulländad. Samma dag åkte Österrikes Franz Ferdinand tåg över bron. 

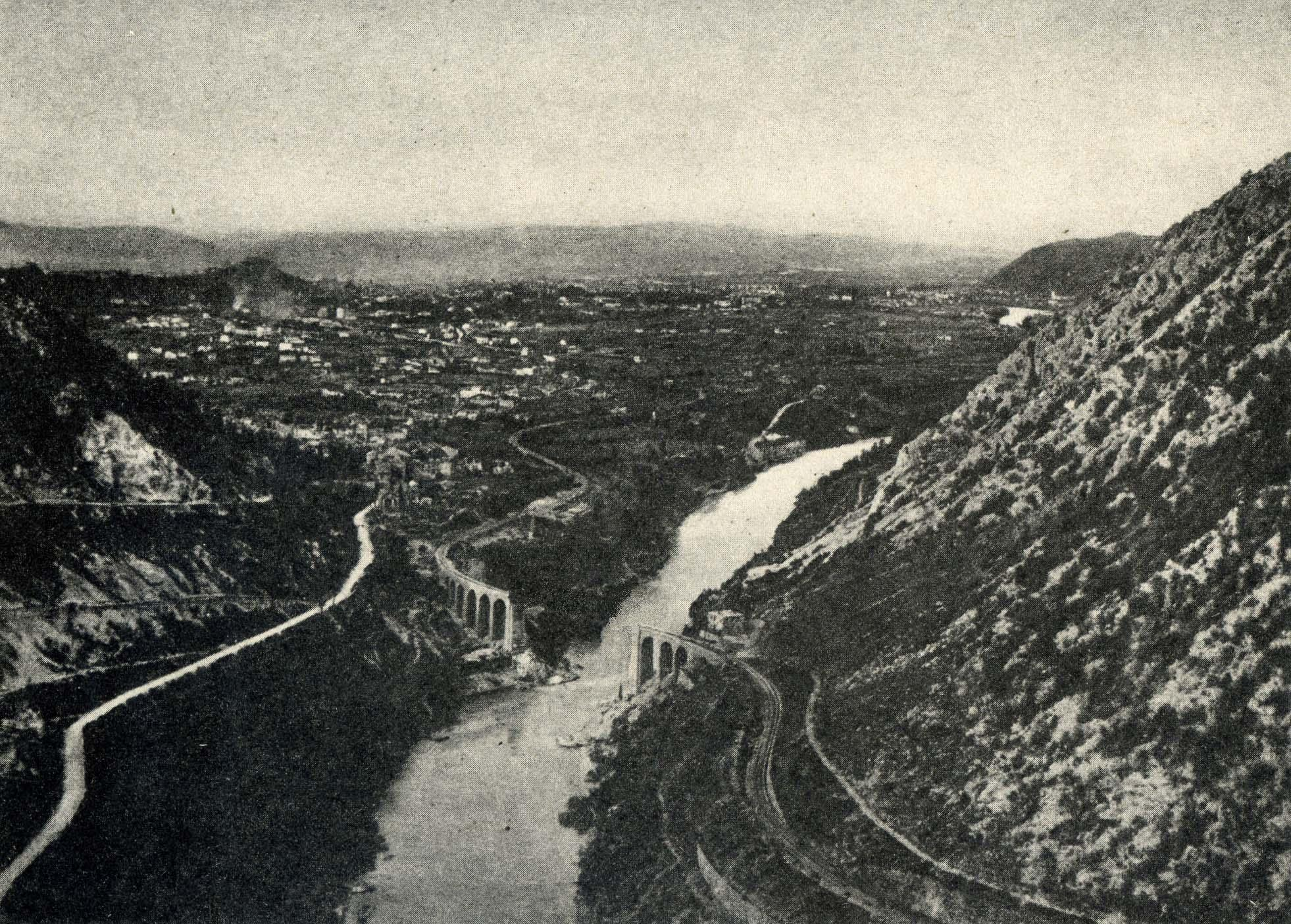
Den sprängda bron

År 1916, under första världskriget, förstördes bron av österrikarna för att stoppa de italienska trupperna. Den ersattes två år senare av en provisorisk bro.
År 1925 byggde italienarna upp Solkanbron på nytt och den blev helt färdig år 1927. Bron blev lindrigt skadad av bombattacker under andra världskriget men reparerades snart av tyskarna. Solkanbron är den sista stenbron som byggts i världen.